# 1793
| [ Edytuj tabelę ]              | |
| Król Polski                    | - 1764 Stanisław August Poniatowski 1795                                                                                                 |
| Emir Afganistanu               | - 1772 Timur Szah Durrani 1793 - 1793 Zaman Szah Durrani 1801                                                                            |
| Współksiążęta Andory           | - 1785 Josep de Boltas 1795 |
| Arcyksiążę Austrii             | - 1792 Franciszek II Habsburg 1804 |
| Elektor Bawarii                | - 1777 Karol Teodor 1799 |
| Sułtan Brunei                  | - 1762 Omar Ali Saifuddin I 1795 |
| Cesarz Chin                    | - 1735 Qianlong 1796 |
| Król Czech                     | - 1792 Franciszek II Habsburg 1835 |
| Król Danii                     | - 1766 Chrystian VII 1808 |
| Dalajlama                      | - 1758 Jamphel Gjaco 1804 |
| Król Gruzji                    | - 1762 Herakliusz II 1798 |
| Król Hiszpanii                 | - 1788 Karol IV 1808 |
| Stadhouder Holandii            | - 1751 Wilhelm V Orański 1795 |
| Szach Iranu                    | - 1789 Lotf Ali Chan 1794 |
| Państwo Wielkich Mogołów       | - 1759 Shah Alam II 1806 |
| Król Irlandii                  | - 1760 Jerzy III Hanowerski 1820 |
| Cesarz Japonii                 | - 1779 Kōkaku 1817 |
| Kalif                          | - 1789 Selim III 1807 |
| Patriarcha Konstantynopola     | - 1789 Neofit VII 1794 |
| Władca Korei                   | - 1776 Chŏngjo 1800 |
| Książę Kurlandii i Semigalii   | - 1769 Piotr Biron 1795 |
| Emir Kuwejtu                   | - 1762 Abd Allah I 1814 |
| Książę Liechtensteinu          | - 1781 Alojzy I 1805 |
| Sułtan Maroka                  | - 1792 Maulaj Sulajman 1822 |
| Książę Monako                  | - 1733 Honoriusz III 1793 |
| Król Nepalu                    | - 1777 Rana Bahadur 1799 |
| Król Norwegii                  | - 1784 Fryderyk VI 1814 |
| Sułtan Omanu                   | - 1792 Sultan ibn Ahmad 1804 |
| Elektor Palatynatu             | - 1742 Karol IV Teodor 1799 |
| Papież                         | - 1775 Pius VI 1799 |
| Książę Parmy i Piacenzy        | - 1765 Ferdynand 1802 |
| Król Portugalii                | - 1777 Maria I 1816 |
| Król Prus                      | - 1786 Fryderyk Wilhelm II 1797 |
| Car Rosji                      | - 1762 Katarzyna II Wielka 1796 |
| Cesarz Rzymski (niemiecki)     | - 1792 Franciszek II Habsburg 1806 |
| Kapitanowie Regenci San Marino | - 1792 Giambattista Bonelli Marino Francesconi 1793 - 1793 Giuliano Belluzzi Marino Tassini 1793 - 1793 Marino Giangi Felice Caroti 1794 |
| Elektor Saksonii               | - 1763 Fryderyk August III 1806 |
| Król Sardynii                  | - 1773 Wiktor Amadeusz III 1796 |
| Król Szwecji                   | - 1792 Gustaw IV Adolf 1809 |
| Król Tajlandii                 | - 1782 Buddha Yodfa Chulalok 1809 |
| Sułtan Turków                  | - 1789 Selim III 1807 |
| Prezydent USA                  | - 1789 George Washington 1797 |
| Doża Wenecji                   | - 1789 Ludovico Manin 1797 |
| Król Węgier                    | - 1792 Franciszek 1835 |
| Monarcha Wielkiej Brytanii     | - 1760 Jerzy III 1820 |
| Premier Wielkiej Brytanii      | - 1783 William Pitt Młodszy 1801 |
| Cesarz Wietnamu                | - 1792 Cảnh Thịnh 1802 |

Rok 1793 / MDCCXCIII
stulecia: XVII wiek ~
XVIII wiek ~
XIX wiek

lata: 1783 «
1788 «
1789 «
1790 «
1791 «
1792 «
1793
» 1794
» 1795
» 1796
» 1797
» 1798
» 1803

## Wydarzenia w Polsce
- 23 stycznia
  - doszło do podpisania traktatu podziałowego między Katarzyną II a Fryderykiem Wilhelmem II. Rosja i Prusy dokonały II rozbioru Polski. Austria tym razem nie wzięła w rozbiorze udziału, zadowalając się perspektywą objęcia w posiadanie Bawarii.
  - Prusy dokonały zaboru Gdańska.
- 27 stycznia – w Kargowej w Wielkopolsce polska kompania piechoty obsadziła ratusz i otworzyła ogień do wkraczającego do miasta batalionu pruskiego przeciwstawiając się zajmowaniu przez Prusaków ziem polskich.
- 31 stycznia – II rozbiór Polski: Prusacy zajęli bez walki Poznań.
- 25 lutego – bankructwo warszawskiego bankiera Piotra Fergussona Teppera zapoczątkowało kryzys systemu bankowego w Polsce; u jego przyczyn leżały: katastrofalny stan gospodarki po wojnie polsko-rosyjskiej 1792 oraz wprowadzeniem rządów konfederacji targowickiej.
- 17 marca – II rozbiór Polski: poddano twierdzę Jasna Góra wojskom pruskim.
- 21 marca – Andrzej Rafałowicz został prezydentem Warszawy.
- 27 marca – II rozbiór Polski: cesarzowa Katarzyna II przyłączyła do Imperium Rosyjskiego Ukrainę Prawobrzeżną.
- 30 kwietnia – we Wrocławiu wojsko stłumiło powstanie krawców.
- 17 czerwca – w Grodnie rozpoczął się ostatni sejm Rzeczypospolitej Obojga Narodów.
- 22 lipca – II rozbiór Polski: deputacja sejmu grodzieńskiego, obradującego pod lufami armat wojsk rosyjskich podpisała traktat z Rosją, w którym Rzeczpospolita zrzekła się województw: mińskiego, kijowskiego, bracławskiego i podolskiego oraz części wileńskiego, nowogródzkiego, brzeskolitewskiego i wołyńskiego (250 tys. km²).
- 17 sierpnia – spłonął zamek Czocha.
- 15 września – rozwiązanie konfederacji targowickiej na odbywającym się w Grodnie ostatnim sejmie. Zaakceptowano drugi rozbiór Polski.
- 25 września – II rozbiór Polski: podpisano traktat z Prusami, w którym otrzymały one 58 tys. km². kw. powierzchni Polski.
- 14 października – sterroryzowany przez rosyjskie wojsko Sejm grodzieński przyjął napisany przez Katarzynę II projekt wieczystego sojuszu polsko-rosyjskiego.
- 23 października – sejm grodzieński ratyfikował II rozbiór Polski.
- 23 listopada – zakończenie prac sejmu grodzieńskiego, ostatniego sejmu I Rzeczypospolitej.

## Wydarzenia na świecie
- 21 stycznia – rewolucja francuska: Ludwik XVI został stracony na gilotynie.
- 1 lutego – Francja wypowiedziała wojnę Wielkiej Brytanii i Holandii.
- 1 marca – Francja dokonała aneksji Belgii.
- 3 marca – w Bretanii rozpoczęło się powstanie szuanów.
- 10 marca:
  - rewolucja francuska: powołano Trybunał Rewolucyjny w celu walki z kontrrewolucją.
  - rewolucja francuska: w Wandei wybuchło powstanie przeciw władzom republikańskiej Francji.
- 18 marca:
  - I koalicja antyfrancuska: zwycięstwo Austriaków nad wojskami francuskimi w bitwie pod Neerwinden.
  - w okupowanej przez francuskie wojska rewolucyjne Moguncji proklamowano pierwszą na terenie dzisiejszych Niemiec republikę.
- 25 marca – Anglia i Rosja zawarły sojusz przeciwko Francji.
- 1 kwietnia – w wyniku erupcji wulkanu Unzen na japońskiej wyspie Kiusiu zginęło od 15 do 53 tys. osób.
- 4 maja – rewolucja francuska: Konwent Narodowy wprowadził rządowe ceny maksymalne.
- 23 maja – I koalicja antyfrancuska: zwycięstwo wojsk austriacko-angielsko-hanowerskich w bitwie pod Famars.
- 31 maja – rewolucja francuska: jakobini obalili żyrondystów.
- 2 czerwca – rewolucja francuska: tłumy kierowane przez jakobinów zmusiły francuski Konwent Narodowy do aresztowania żyrondystów.
- 9 czerwca – rewolucyjna armia francuska pokonała Austriaków w bitwie pod Arlon i zajęła miasto.
- 10 czerwca:
  - rewolucja francuska: Konwent Narodowy wydał pierwszy z tzw. „dekretów chłopskich”, na mocy którego chłopi otrzymywali na własność użytkowaną przez siebie ziemię.
  - w Paryżu założono Muzeum Historii Naturalnej.
- 18 czerwca – wojny wandejskie: Wielka Armia Katolicka i Królewska zdobyła Angers otwierając sobie drogę na rewolucyjny Paryż, po czym jednak się rozproszyła, a powstańcy wrócili do swych gospodarstw na żniwa.
- 24 czerwca – rewolucja francuska: uchwalenie przez Konwent konstytucji jakobinów. Francuzi w referendum większością ponad 99% głosów przyjęli uchwaloną konstytucję. W głosowaniu wzięło udział około 25% obywateli.
- 13 lipca – rewolucja francuska: został zamordowany Jean Paul Marat, francuski polityk, jeden z przywódców Wielkiej Rewolucji Francuskiej.
- 17 lipca – rewolucja francuska: skazaną na śmierć przez Trybunał Rewolucyjny zabójczynię Marata Charlotte Corday, dowieziono w wózku dla skazańców na miejsce straceń - Plac Republiki (ob. Place de la Concorde) odzianą w przeznaczoną dla ojcobójców hańbiącą czerwoną szatę. Została zgilotynowana przez Sansona, kata Paryża; odciętą głowę jeden z oprawców spoliczkował. Egzekucję obserwowali Robespierre, Danton i Desmoulins, a po zdarzeniach tych pozostały wiersze i pieśni: André de Chénier ułożył odę ku czci tyranobójczyni, zaś Ladré - autor Ah! ça ira - pieśń żałobną czczącą Marata.
- 23 lipca – wojska pruskie zdobyły po trzymiesięcznym oblężeniu zajmowaną przez Francuzów Moguncję.
- 27 lipca – rewolucja francuska: Konwent Narodowy powołał Robespierre’a w skład Komitetu Ocalenia Publicznego.
- 1 sierpnia:
  - we Francji wprowadzono system metryczny.
  - rewolucja francuska: więziona w twierdzy Temple Maria Antonina została przeniesiona do Conciergerie.
- 8 sierpnia – francuski Konwent Narodowy zakazał działalności wszystkich akademii.
- 10 sierpnia – w Luwrze władze Republiki Francuskiej otwarły działające do dziś muzeum.
- 23 sierpnia – rewolucja francuska: Komitet Ocalenia Publicznego we Francji wprowadził obowiązkową służbę wojskową.
- 8 września – I koalicja antyfrancuska: zwycięstwo wojsk francuskich w bitwie pod Hondschoote.
- 7 października – dokonano publicznego zniszczenia ampułki ze świętym olejem, używanego przy koronacji królów Francji przez komisarza Philippe Rühla.
- 17 września – francuski Konwent Narodowy wydał Dekret o podejrzanych.
- 5 października – Konwent Narodowy wprowadził we Francji nową rachubę dni.
- 15 października – rewolucja francuska: królowa Francji Maria Antonina, nazywana przez rewolucjonistów „Wdową Capet”, została skazana na karę śmierci.
- 16 października – rewolucja francuska: na gilotynie stracono królową Marię Antoninę.
- 27 października – wojny wandejskie: bitwa pod Entrames.
- 31 października – rewolucja francuska: na Placu Rewolucji w Paryżu ścięto na gilotynie 22 żyrondystów.
- 3 listopada – rewolucja francuska: na gilotynie zginęła francuska feministka i abolicjonistka Olimpia de Gouges, autorka „Deklaracji Praw Kobiety i Obywatelki”.
- 8 listopada – otwarto muzeum w Luwrze.
- 28 listopada – I koalicja antyfrancuska: rozpoczęła się bitwa pod Kaiserslautern.
- 30 listopada – I koalicja antyfrancuska: zwycięstwo wojsk pruskich nad francuskimi w bitwie pod Kaiserslautern.
- 8 grudnia – rewolucja francuska: w Paryżu została zgilotynowana Madame du Barry, była metresa króla Ludwika XV.
- 12 grudnia – wojny wandejskie: rozpoczęła się bitwa pod Le Mans.
- 18 grudnia – rewolucja francuska: wojska Republiki zdobyły zbuntowany Tulon.
- 19 grudnia – rewolucja francuska: Napoleon Bonaparte został mianowany generałem.
- 22 grudnia:
  - I koalicja antyfrancuska: zwycięstwo francuskiej Armii Mozeli nad wojskami pruskimi w bitwie pod Froeschwiller.
  - za udane oblężenie Tulonu dowodzący artylerią Napoleon Bonaparte został przez władze Republiki awansowany na generała brygady.
- 23 grudnia – antyrewolucyjna francuska Wielka Armia Katolicka i Królewska poniosła ostateczną klęskę w bitwie pod Savenay.
- 31 grudnia – rewolucja francuska: zgilotynowano Armanda Louisa de Biron, członka francuskiej Konstytuanty, generała głównodowodzącego Armii Reńskiej. Postawiono go przed Trybunałem Rewolucyjnym za nieobywatelską postawę: poproszony o podanie tożsamości, odpowiedział: „Kapusta Pietruszka Biron - jak sobie życzycie”. Była to aluzja do panującej mody na zastępowanie imion świętych nazwami warzyw albo narzędzi rolniczych.
- Proklamowanie zniesienia niewolnictwa na San Domingo.

## Zdarzenia astronomiczne
- 5 września – obrączkowe zaćmienie Słońca[1].

## Urodzili się
- 14 stycznia – Wojciech Chrzanowski, polski generał i kartograf (zm. 1861)
- 20 stycznia – Karol Sienkiewicz, polski poeta i historyk, współtwórca Biblioteki Polskiej w Paryżu, autor polskich słów Warszawianki (zm. 1860)
- 30 stycznia – Konstanty Słotwiński, polski prawnik, komisarz cyrkułowy, dyrektor Zakładu Narodowego im. Ossolińskich we Lwowie (zm. 1846)
- 5 kwietnia - Konstanty Mikołaj Radziwiłł, polski książę (zm. 1863)
- 15 kwietnia – Maximilien Globensky, brytyjski podpułkownik polskiego pochodzenia, uczestnik wojny amerykańsko-brytyjskiej w 1812 roku
- 3 czerwca – Antoni Malczewski, poeta polski (zm. 1826)
- 18 czerwca - Piotr Paweł Szymański, polski duchowny katolicki, biskup podlaski (zm. 1868)
- 20 czerwca – Aleksander Fredro, komediopisarz polski (zm. 1876)
- 29 lipca – Ján Kollár, słowacki duchowny luterański, poeta, publicysta, archeolog, językoznawca; ideolog panslawizmu i słowackiego odrodzenia narodowego (zm. 1852)
- 9 sierpnia – Aleksander Kokular, polski malarz, pedagog i kolekcjoner (zm. 1846)
- 18 września - Józef Michał Juszyński, polski duchowny katolicki, biskup sandomierski (zm. 1880)
- 19 września - Anna Fröhlich, austriacka śpiewaczka (zm. 1880)
- 25 października - William Duhurst Merrick, amerykański polityk, senator ze stanu Maryland (zm. 1857)
- 26 grudnia - Ewa Felińska, polska uczestniczka spisków niepodległościowych, zesłanka, pisarka (zm. 1859)

- data dzienna nieznana: 
  - Michaił Gorczakow, rosyjski generał, namiestnik Królestwa Polskiego (zm. 1861)
  - Augustyn Pak Chong-wŏn, koreański męczennik, święty katolicki (zm. 1840)

## Święta ruchome
- Tłusty czwartek: 7 lutego
- Ostatki: 12 lutego
- Popielec: 13 lutego
- Niedziela Palmowa: 24 marca
- Wielki Czwartek: 28 marca
- Wielki Piątek: 29 marca
- Wielka Sobota: 30 marca
- Wielkanoc: 31 marca
- Poniedziałek Wielkanocny: 1 kwietnia
- Wniebowstąpienie Pańskie: 9 maja
- Zesłanie Ducha Świętego: 19 maja
- Boże Ciało: 30 maja